# 1931년 전국체육대회 정구
1931년 전국체육대회 정구는 일제강점기 조선 경성부에서 개최된 1931년 전국체육대회의 경기 종목이다. '제11회 전조선정구대회'로 개최되었으며 1931년 6월 11일부터 6월 13일까지 경성운동장 정구장에서 개최되었다.

## 대회 진행
정구 종목은 1931년 6월 11일부터 6월 13일까지 일제강점기 조선 경성부에 있는 경성운동장 정구장에서 개최되었다. 소학부 종목 계성보통학교만 참가신청하여 진행되지 않았다. 중학부 종목에는 경성실업, 경신학교, 동성상업, 배재고등보통학교, 보성고등보통학교, 선린상업, 양정고등보통학교, 제일고등보통학교, 중앙고등보통학교, 휘문고등보통학교 등 10개 선수단이 참가하여 제일고등보통학교가 결승에서 신린상업을 상대로 3:1로 이기며 우승을 차지했다. 청년부 종목에서는 법학전문학교, 보성전문학교, 약학전문학교, 연희전문학교 등 4개 선수단이 참가하여 결승에서 법학전문학교가 보성전문학교를 상대로 3:1로 이기며 우승을 차지했다.

## 경기 결과

### 중학부
|  | 준결승           | 준결승           |          |   | 결승 | 결승 |
|  |                  |                  |          |   |      |      |
|  |                  |                  |          |   |      |      |
|  |                  |                  |          |   |      |      |
|  | 선린상업         | 3                |          |   |      |      |
|  | 선린상업         | 3                |          |   |      |      |
|  | 경신학교         | 1                |          |   |      |      |
|  | 경신학교         | 1                | 선린상업 | 1 |      |      |
|  |                  |                  | 선린상업 | 1 |      |      |
|  |                  | 제일고등보통학교 | 3        |   |      |      |
|  | 제일고등보통학교 | 제일고등보통학교 | 3        | 3 |      |      |
|  | 제일고등보통학교 |                  |          | 3 |      |      |
|  | 휘문고등보통학교 | 0                |          |   |      |      |
|  | 휘문고등보통학교 | 0                |          |   |      |      |

### 청년부
|  | 준결승       | 준결승       |              |   | 결승 | 결승 |
|  |              |              |              |   |      |      |
|  |              |              |              |   |      |      |
|  |              |              |              |   |      |      |
|  | 법학전문학교 | 3            |              |   |      |      |
|  | 법학전문학교 | 3            |              |   |      |      |
|  | 약학전문학교 | 2            |              |   |      |      |
|  | 약학전문학교 | 2            | 법학전문학교 | 3 |      |      |
|  |              |              | 법학전문학교 | 3 |      |      |
|  |              | 보성전문학교 | 1            |   |      |      |
|  | 보성전문학교 | 보성전문학교 | 1            | 3 |      |      |
|  | 보성전문학교 |              |              | 3 |      |      |
|  | 연희전문학교 | 2            |              |   |      |      |
|  | 연희전문학교 | 2            |              |   |      |      |

## 참고 문헌
- 대한체육회 (1990). 《대한체육회 70년사》.
- 대한체육회 (2011). 《대한체육회 90년사》.
- “제12회 전국체육대회 정구 경기 결과”. 대한체육회.[깨진 링크(과거 내용 찾기)]